# Joaquim Amat i Llopart
Joaquim Amat i Llopart (Terrassa, 7 d'abril del 1907 - Barcelona, 28 de juny del 2011) fou alcalde de la ciutat des de 1940 fins a 1945. En temps de la República havia militat al partit ultradretà Renovación Española; durant la Guerra estigué a la zona franquista on combaté dins d'una bandera de Falange; durant el seu mandat com a alcalde fou, a més, cap local de FET y de las JONS a Terrassa.
Va deixar el càrrec d'alcalde perquè el governador civil de Barcelona Bartolomé Barba Hernández el va destituir en un episodi no gaire clar perquè, segons sembla, després va voler restituir-lo. Entre 1955 i 1961, Amat fou regidor pel terç familiar. Va morir el 2011, més que centenari.